# 伝元
株式会社伝元（デンゲン、英語: DENGEN）は、日本の芸能事務所。

## 沿革
2018年10月5日、株式会社デンゲントーキョーとして設立。2019年2月12日、商号を現在の株式会社伝元に変更。

## 所属タレント
- 小川千尋（女優）
- マダム路子（美容家）
- 苔縄義宗（企画演出家・DXアドバイザー）
- 古屋佑佳（ゴルファー）

## 業務取引タレント
- Mr.マリック（マジシャン）
- キューティー鈴木（元プロレスラー・タレント）
- 小柳ゆき（歌手）
- にしきのあきら（歌手）
- 貴闘力（元力士・タレント）
- 井上あずみ（歌手）
- AWEEK（韓国Kポップグループ）
- 小錦八十吉（タレント・アーティスト）
- 山本ゆかり（タレント）
- 片岡五郎（俳優）
- 礒貝洋光（元サッカー選手）
- IKKO（美容家）
- T-ara（韓国Kポップアイドルグループ）